# مقاطعة أوبافا
مقاطعة أوبافا (بالتشيكية: Okres Opava)‏ هي مقاطعة (أوكريس) في إقليم مورافيا-سيليزيا في جمهورية التشيك.
عاصمة هذه المقاطعة هي أوبافا.

## اقرأ أيضاً
- مقاطعات جمهورية التشيك